# Mittlere molare Masse
Die mittlere molare Masse (Formelzeichen: {\displaystyle {\overline {M}}}), auch als mittlere Molmasse, mittlere stoffmengenbezogene Masse oder Molmassenmittel bezeichnet, ist eine physikalisch-chemische Größe, welche den Begriff der molaren Masse von Reinstoffen auf Stoffgemische/Mischphasen (z. B. Lösungen) überträgt. Hierbei wird die Gesamtmasse auf die Gesamtstoffmenge des Stoffgemisches bezogen, es handelt sich somit um eine molare Größe.

## Definition und Eigenschaften
Die molare Masse (Molmasse, stoffmengenbezogene Masse) Mi eines bestimmten betrachteten Reinstoffs i ist definiert als Quotient aus seiner Masse mi und seiner Stoffmenge ni:
{\displaystyle M_{i}={\frac {m_{i}}{n_{i}}}}
Analog dazu ergibt sich die mittlere molare Masse {\displaystyle {\overline {M}}} eines Stoffgemisches als Quotient aus seiner Gesamtmasse m und seiner Gesamtstoffmenge n:
{\displaystyle {\overline {M}}={\frac {m}{n}}}
Die Gesamtmasse m bzw. die Gesamtstoffmenge n des Stoffgemisches sind hierbei jeweils die Summen der Einzelmassen bzw. Einzelstoffmengen aller Mischungskomponenten, nachfolgend formuliert für ein allgemeines Gemisch aus insgesamt Z Komponenten (Index z als allgemeiner Laufindex für die Summenbildung, schließt Komponente i mit ein):
{\displaystyle m=\sum _{z=1}^{Z}m_{z}\qquad n=\sum _{z=1}^{Z}n_{z}}
Die einzelnen Mischungskomponenten müssen bezüglich ihrer – dem Stoffmengenbegriff zugrunde liegenden – „Teilchen“ spezifiziert werden, es kommen stoffliche Elementarobjekte wie Atome, Moleküle, Ionen oder auch Formeleinheiten infrage. Der Wert der Gesamtstoffmenge (und damit auch der Wert der Zielgröße mittlere molare Masse) ist von dieser Festlegung abhängig.
Die abgeleitete SI-Einheit der mittleren molaren Masse ist kg/mol, in der Praxis ist auch die Einheit g/mol üblich.
Die mittlere molare Masse entspricht dem mit den Stoffmengenanteilen x bzw. den gleich großen Teilchenzahlanteilen X gewichteten Mittelwert der molaren Massen der einzelnen Mischungskomponenten (N steht für die Teilchenzahl):
{\displaystyle {\overline {M}}={\frac {m}{n}}={\frac {\sum _{z=1}^{Z}m_{z}}{\sum _{z=1}^{Z}n_{z}}}={\frac {\sum _{z=1}^{Z}(n_{z}\cdot M_{z})}{\sum _{z=1}^{Z}n_{z}}}=\sum _{z=1}^{Z}(x_{z}\cdot M_{z})=\sum _{z=1}^{Z}(X_{z}\cdot M_{z})={\frac {\sum _{z=1}^{Z}(N_{z}\cdot M_{z})}{\sum _{z=1}^{Z}N_{z}}}}
Bei Polymeren ist die mittlere molare Masse eine Kenngröße der Molmassenverteilung, wobei die molaren Massen sämtlicher vorkommender Kettenlängen gemittelt werden. Die obiger Definition entsprechende mittlere molare Masse wird dabei auch zahlengewichtete mittlere Molmasse oder Zahlenmittel der Molmasse genannt, um sie von anders gewichteten Mittelwerten zu unterscheiden.

## Zusammenhänge mit Gehaltsgrößen
In der folgenden Tabelle sind die Beziehungen der mittleren molaren Masse {\displaystyle {\overline {M}}} mit den in der DIN 1310 definierten Gehaltsgrößen für Stoffgemische/Mischphasen in Form von Größengleichungen zusammengestellt. Dabei stehen die mit einem Index versehenen Formelzeichen M bzw. ρ für die molare Masse bzw. Dichte (bei gleichem Druck und gleicher Temperatur wie im Stoffgemisch) des jeweiligen durch den Index bezeichneten Reinstoffs. Das Formelzeichen ρ ohne Index repräsentiert die Dichte der Mischphase. Der Index z dient wie oben als allgemeiner Laufindex für die Summenbildungen (Betrachtung eines allgemeinen Stoffgemisches aus insgesamt Z Komponenten) und schließt i mit ein. NA ist die Avogadro-Konstante (NA ≈ 6,022·1023 mol−1).
|                           | Massen-…                                                                                                  | Stoffmengen-…                                                                                       | Teilchenzahl-…                                                                                      | Volumen-… |
| ------------------------- | --- | --------------------------------------------------------------------------------------------------- | --------------------------------------------------------------------------------------------------- | --- |
| …-anteil                  | Massenanteil w                                                                                            | Stoffmengenanteil x                                                                                 | Teilchenzahlanteil X                                                                                | Volumenanteil φ |
| …-anteil                  | {\displaystyle {\overline {M}}={\frac {1}{\sum _{z=1}^{Z}(w_{z}/M_{z})}}}                                 | {\displaystyle {\overline {M}}=\sum _{z=1}^{Z}(x_{z}\cdot M_{z})}                                   | {\displaystyle {\overline {M}}=\sum _{z=1}^{Z}(X_{z}\cdot M_{z})}                                   | {\displaystyle {\overline {M}}={\frac {\sum _{z=1}^{Z}(\varphi _{z}\cdot \rho _{z})}{\sum _{z=1}^{Z}(\varphi _{z}\cdot \rho _{z}/M_{z})}}} |
| …-konzentration           | Massenkonzentration β                                                                                     | Stoffmengenkonzentration c                                                                          | Teilchenzahlkonzentration C                                                                         | Volumenkonzentration σ |
| …-konzentration           | {\displaystyle {\overline {M}}={\frac {\rho }{\sum _{z=1}^{Z}(\beta _{z}/M_{z})}}}                        | {\displaystyle {\overline {M}}={\frac {\rho }{\sum _{z=1}^{Z}c_{z}}}}                               | {\displaystyle {\overline {M}}={\frac {N_{\mathrm {A} }\cdot \rho }{\sum _{z=1}^{Z}C_{z}}}}         | {\displaystyle {\overline {M}}={\frac {\rho }{\sum _{z=1}^{Z}(\sigma _{z}\cdot \rho _{z}/M_{z})}}}                                         |
| …-verhältnis              | Massenverhältnis ζ                                                                                        | Stoffmengenverhältnis r                                                                             | Teilchenzahlverhältnis R                                                                            | Volumenverhältnis ψ |
| …-verhältnis              | {\displaystyle {\overline {M}}={\frac {\sum _{z=1}^{Z}\zeta _{zi}}{\sum _{z=1}^{Z}(\zeta _{zi}/M_{z})}}}  | {\displaystyle {\overline {M}}={\frac {\sum _{z=1}^{Z}(r_{zi}\cdot M_{z})}{\sum _{z=1}^{Z}r_{zi}}}} | {\displaystyle {\overline {M}}={\frac {\sum _{z=1}^{Z}(R_{zi}\cdot M_{z})}{\sum _{z=1}^{Z}R_{zi}}}} | {\displaystyle {\overline {M}}={\frac {\sum _{z=1}^{Z}(\psi _{zi}\cdot \rho _{z})}{\sum _{z=1}^{Z}(\psi _{zi}\cdot \rho _{z}/M_{z})}}}     |
| Quotient Stoffmenge/Masse | Molalität b                                                                                               | Molalität b                                                                                         | | |
| Quotient Stoffmenge/Masse | {\displaystyle {\overline {M}}={\frac {x_{i}}{b_{i}\cdot w_{j}}}} (i = gelöster Stoff, j = Lösungsmittel) | | | |
| Quotient Stoffmenge/Masse | spezifische Partialstoffmenge q                                                                           | | | |
| Quotient Stoffmenge/Masse | {\displaystyle {\overline {M}}={\frac {1}{\sum _{z=1}^{Z}q_{z}}}}                                         | | | |

## Beispiele

### Luft
Luft als das Gasgemisch der Erdatmosphäre enthält die beiden Hauptkomponenten Stickstoff (Teilchen: N2-Moleküle) und Sauerstoff (Teilchen: O2-Moleküle), schwankende Mengen Wasserdampf (Teilchen: H2O-Moleküle) und daneben vor allem Argon (Teilchen: Ar-Atome) und Kohlendioxid (Teilchen: CO2-Moleküle). Bei näherungsweiser Betrachtung als ein Gemisch idealer Gase sind die üblicherweise tabellierten mittleren Volumenanteile der Einzelgase in trockener Luft – also ohne den variablen Wasserdampfanteil – auf Meereshöhe (N2: ca. 78,08 %; O2: ca. 20,94 %; Ar: ca. 0,93 %; CO2: ca. 0,04 %) den Stoffmengenanteilen x (äquivalent: Teilchenzahlanteilen X) gleichzusetzen. Mit den molaren Massen M von N2, O2, Ar und CO2 lässt sich daraus die mittlere molare Masse von trockener Luft berechnen (weitere Spurenbestandteile der Luft wie z. B. Neon können näherungsweise vernachlässigt werden):
{\displaystyle {\begin{aligned}{\overline {M}}_{\text{trockene Luft}}&\approx x_{\mathrm {N_{2}} }\cdot M_{\mathrm {N_{2}} }+x_{\mathrm {O_{2}} }\cdot M_{\mathrm {O_{2}} }+x_{\mathrm {Ar} }\cdot M_{\mathrm {Ar} }+x_{\mathrm {CO_{2}} }\cdot M_{\mathrm {CO_{2}} }\\&\approx \mathrm {0{,}7808\cdot 28{,}01\ g\cdot mol^{-1}+0{,}2094\cdot 32{,}00\ g\cdot mol^{-1}+0{,}0093\cdot 39{,}95\ g\cdot mol^{-1}+0{,}0004\cdot 44{,}01\ g\cdot mol^{-1}} \\&\approx \mathrm {28{,}96\ g\cdot mol^{-1}} \end{aligned}}}
In der Realität ist die Luft nicht völlig trocken; bedingt durch den Wasserdampf als zusätzliche Mischungskomponente im Stoffgemisch ergibt sich eine etwas geringere mittlere molare Masse – wegen der dann entsprechend kleiner anzusetzenden Stoffmengenanteile der oben berücksichtigten Gase und der im Vergleich geringeren molaren Masse von H2O (18,02 g·mol−1).

### Mischelemente
Mischelemente sind chemische Elemente, die im Gegensatz zu Reinelementen in der Natur als Mischung aus mehreren Isotopen vorkommen. Bei ihnen ist es üblich, mittlere molare Massen (bzw. zahlenwertgleiche mittlere relative Atommassen) anzugeben und diese für Rechnungen zu verwenden. Als Beispiel diene Magnesium Mg, welches in der Erdhülle als Gemisch aus den Isotopen Mg-24, Mg-25 und Mg-26 mit den Stoffmengenanteilen x (äquivalent: Teilchenzahlanteilen X) 78,99 %, 10,00 % und 11,01 % auftritt. Aus den Stoffmengenanteilen und den molaren Massen M der Einzelisotope lässt sich die mittlere molare Masse des natürlichen Magnesium-Isotopengemisches berechnen:
{\displaystyle {\begin{aligned}{\overline {M}}_{\text{Mg}}&=x_{\text{Mg-24}}\cdot M_{\text{Mg-24}}+x_{\text{Mg-25}}\cdot M_{\text{Mg-25}}+x_{\text{Mg-26}}\cdot M_{\text{Mg-26}}\\&=\mathrm {0{,}7899\cdot 23{,}9850\ g\cdot mol^{-1}+0{,}1000\cdot 24{,}9858\ g\cdot mol^{-1}+0{,}1101\cdot 25{,}9826\ g\cdot mol^{-1}} \\&=\mathrm {24{,}305\ g\cdot mol^{-1}} \end{aligned}}}
Da sich bei genauerer Betrachtung zeigt, dass die Isotopenzusammensetzungen von Mischelementen je nach Materialherkunft leicht unterschiedlich sein können, werden in jüngerer Zeit teilweise auch Werteintervalle für die Stoffmengenanteile der Einzelisotope und daraus resultierend Werteintervalle für die mittlere molare Masse (bzw. mittlere relative Atommasse) des Mischelements angegeben, für Magnesium beispielsweise:
{\displaystyle {\begin{aligned}x_{\text{Mg-24}}&=[0{,}7888;\ 0{,}7905]\qquad x_{\text{Mg-25}}=[0{,}09988;\ 0{,}10034]\qquad x_{\text{Mg-26}}=[0{,}1096;\ 0{,}1109]\\{\overline {M}}_{\mathrm {Mg} }&=\mathrm {[24{,}304;\ 24{,}307]\ g\cdot mol^{-1}} \end{aligned}}}
Sofern eine chemische Verbindung ein oder mehrere Mischelemente enthält, kann für diese chemische Verbindung genau genommen ebenfalls nur eine mittlere molare Masse (bzw. ein Werteintervall derselben) angegeben werden, auch wenn dies in der Praxis oft nicht besonders erwähnt oder gekennzeichnet wird (beim vorangegangenen Luft-Beispiel sind alle Luftkomponenten ausschließlich aus Mischelementen zusammengesetzt, schon die molaren Massen der einzelnen Stoffe wären daher eigentlich als mittlere molare Massen zu bezeichnen). Ausgenommen hiervon sind Spezialfälle, bei denen gezielt hergestellte isotopenreine Versionen der Elemente für die Synthese der chemischen Verbindung verwendet wurden.